# Boule de Genève

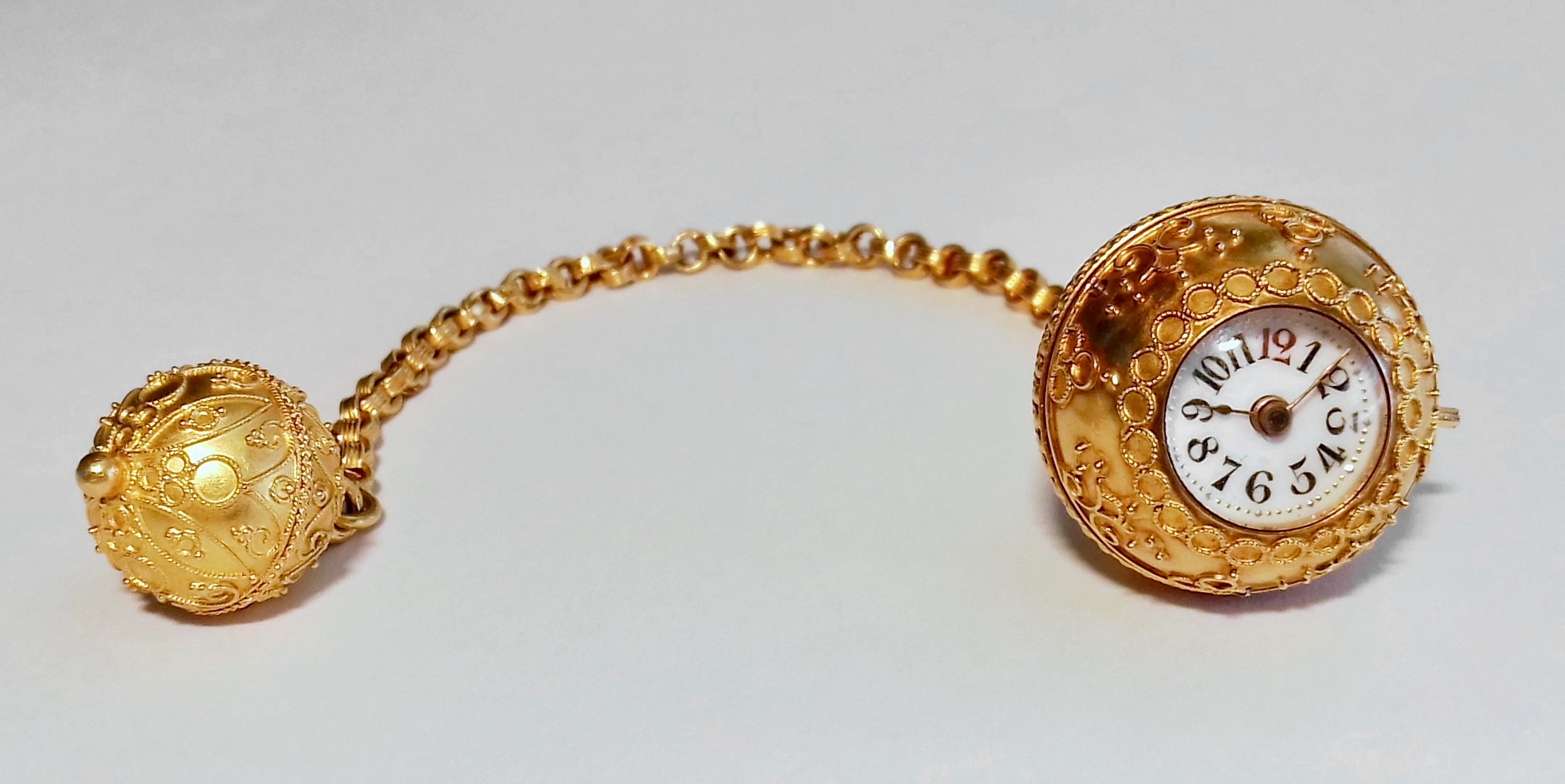
Un Boule de Genève de estilo renacentista etrusco con decoración de granulado y alambre, sin firmar, Suiza, ca. 1890, oro amarillo de 21,5k. Sistema de bobinado Lecoultre. Es inusual encontrar un dije de bola que combine con el reloj de bola.

Un Boule de Genève o bola de Ginebra es un tipo de reloj colgante en forma de pequeña bola o esfera originario de Ginebra, Suiza. El dial generalmente está en la parte inferior de la esfera mirando hacia el piso, en el lado opuesto del anillo de salto en la parte superior de la esfera, aunque hay ejemplos con cara de vista frontal. Por lo general, eran diales de números arábigos, a veces romanos, y desde la década de 1950 también se utilizaron diferentes tipos de marcadores de hora. Este objet de vertu venía frecuentemente con un broche, cadena o chatelaine a juego.
El término Boule de Genève es genérico, no significa que un reloj determinado se haya fabricado necesariamente en la ciudad o el Cantón de Ginebra. Asimismo, no debe confundirse con otro reloj colgante suizo también de forma esférica, esfera con vista frontal y lupa en forma de cúpula en la parte delantera y trasera del reloj: El reloj burbuja.
Las bolas de Ginebra se elaboraban en diferentes tamaños, estilos, materiales y técnicas decorativas, como oro, plata, otros metales, esmalte, esmalte guilloché, cloisonné, adornadas con diamantes, perlas, etc. Fueron pensados como un accesorio principalmente para mujeres.
Muchas de las primeras "bolas" no estaban firmadas, otras las vendían empresas de joyería como Cartier, Tiffany's, o Van Cleef & Arpels, y otras comercializadas por marcas de relojes.

## Historia

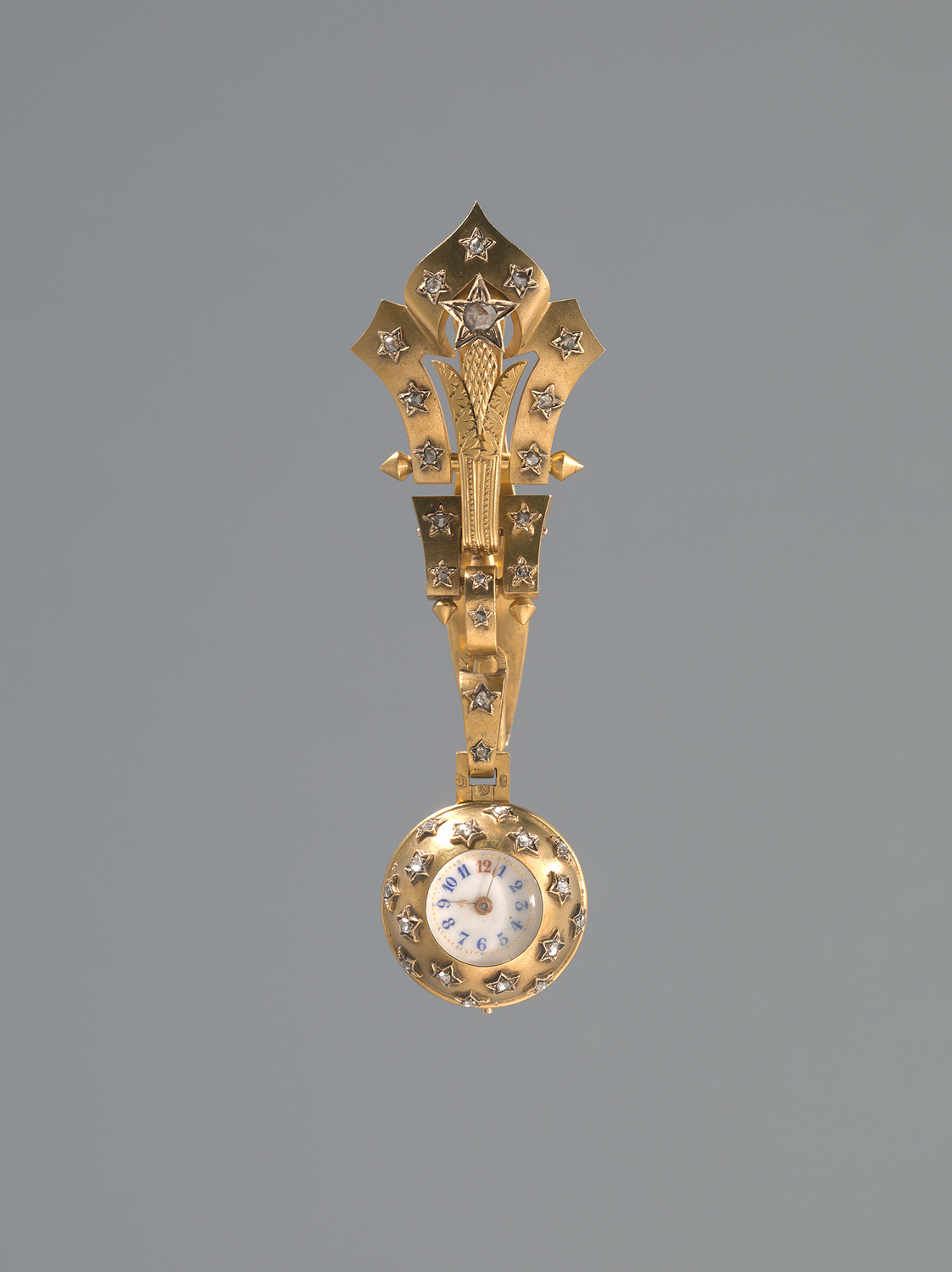
Un ejemplo de esfera de vista frontal que cuelga de una chatelaine de oro a juego, bola decorada con estrellas que encierran diamantes. Sin firmar, Suiza, sistema de cuerda Lecoultre. Museo de Ámsterdam.

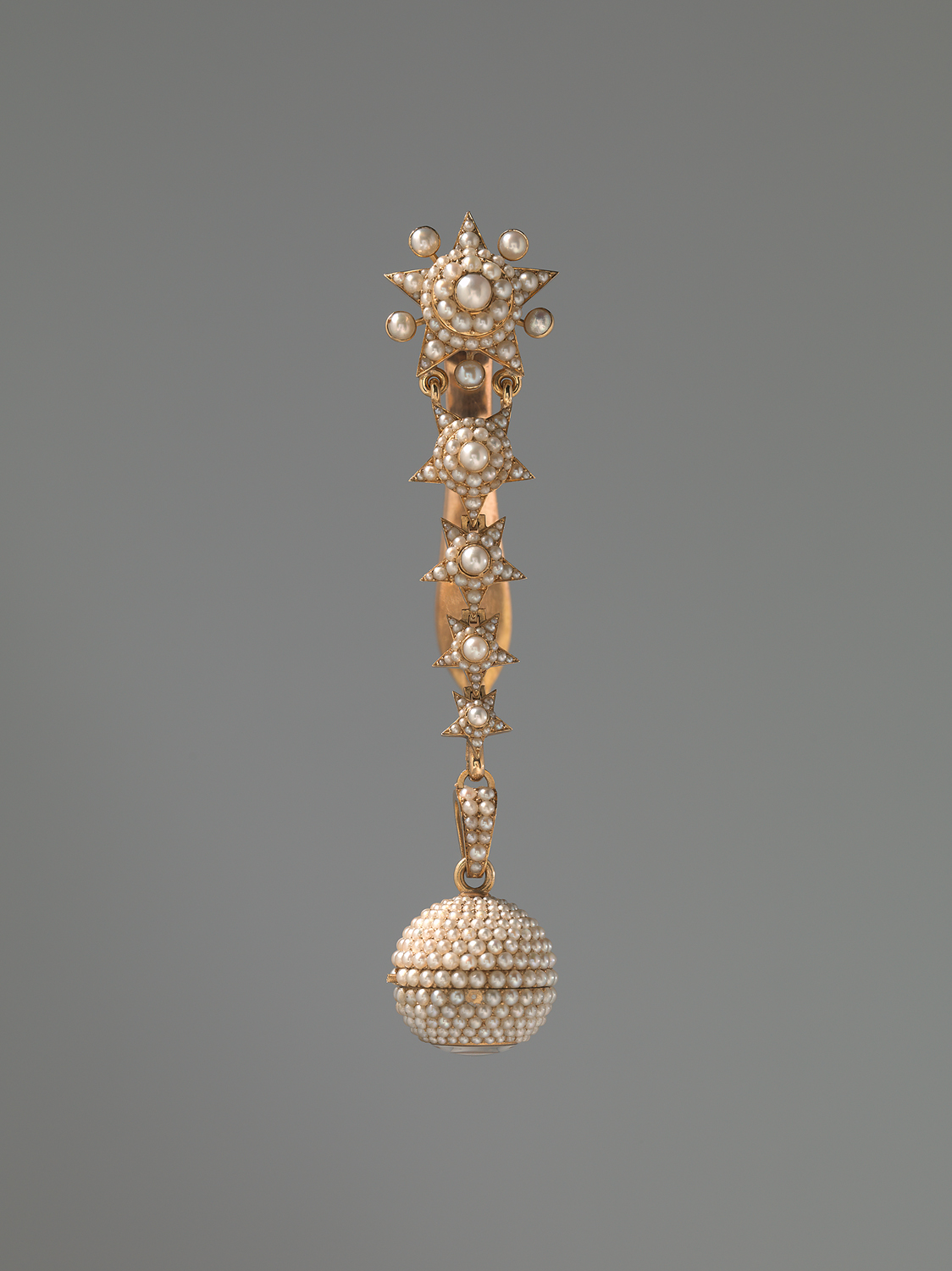
Esfera de oro cubierta de perlas con chatelaine a juego, esfera mirando hacia el suelo. Sin firmar, Suiza, sistema de cuerda Lecoultre. Museo de Ámsterdam.

Las primeras bolas de Ginebra datan de la década de 1860, comercializadas por firmas como Patek Philippe a partir de 1866. Presentaban el mecanismo de cuerda inventado por Marius Lecoultre (1847-1915) de Ginebra y patentado en Suiza en 1889 (la oficina de patentes suiza no se creó hasta 1888). Su devanado es a través de girar el hemisferio que contiene el dial y el ajuste de la hora presionando el botón saliente de forma cilíndrica en un lado del orbe, mientras se gira dicho hemisferio en el sentido de las agujas del reloj o en el sentido contrario. Estos relojes no tienen llave ni corona. El sistema de cuerda de Lecoultre también se utilizó en algunos relojes de anillo y relojes de pulsera de la época, como por ejemplo en un reloj de pulsera Vacheron Constantin de 1889, que funciona girando el bisel.
En la Exposición Universal de París de 1878, Patek Philippe dedicó una muestra a estos relojes con forma de bola. Y años después vendió piezas a la realeza como el sultán Hussein Kamel de Egipto en 1887 y la emperatriz Teresa de Brasil en 1888.
En la Exposición Colombina Mundial de Chicago de 1893, varios expositores exhibieron este tipo de relojes entre sus productos relojeros, llamados "globos" en el "Informe del Comité de Premios de la Comisión Colombina Mundial":

- Eugène Clémence-Beurret, Chaux-de-Fonds: (...) y globos incrustados con diamantes, rubíes, perlas y esmaltes, de la manera más artística.
- C. Degallier, Ginebra: Una magnífica colección de relojes chatelaine y bijou, pequeños relojes de pulsera, diminutos globos (...).
- Marius Lecoultre, Ginebra: (...) relojes chatelaine en forma de globos y otros diseños fantasiosos (...).
- GRAMO. Jeanneret & E. Vrocher, Chaux-de-Fonds: (...) relojes en globos muy pequeños (...).
- F. Borgel, Ginebra: Se fabricaron varios relojes de los más pequeños, bellamente decorados con diamantes y esmaltes, en pequeños globos, pulseras y chatelaines (...).

Ariste Bourquard de Bienne inventó un sistema de cuerda y engaste diferente y lo patentó en Suiza en 1907, este sistema tampoco requería una corona ni una llave.
Al menos desde la Primera Guerra Mundial, este tipo de relojes colgantes estaban equipados con una corona de cuerda. Por ejemplo, hay varias "bolas" de Rolex que datan de ese período.
El reloj pequeño continuó fabricándose en las décadas siguientes, disfrutando de un renacimiento en popularidad en la década de 1960, a juzgar por la cantidad de marcas que existían y las piezas disponibles. Se distinguen porque sus esferas tienen estampados, impresos y/o aplicados diferentes tipos de índices; bastón, palo, ronda, flecha, etc.
En la década de 1970, los movimientos de cuarzo se introdujeron en estos relojes por primera vez.